# Famille Barthélemy de Courcay
La famille Barthélémy de Courcay est une famille française éteinte. Son membre le plus notable est François Barthélemy directeur sous le Directoire puis comte d'Empire.
François Barthélemy  est le fils d'Honoré Barthélemy, bourgeois d'Aubagne, et de Gabrielle Jourdan, ainsi que le frère de Joseph Anicet Barthélemy et de l'abbé André Barthélemy de Courcay. Neveu de l'abbé Jean-Jacques Barthélemy.

## Personnalités
- Jean-Jacques Barthélemy
- François Barthélemy
- Joseph Anicet Barthélemy
- André Barthélemy de Courcay

## Portraits

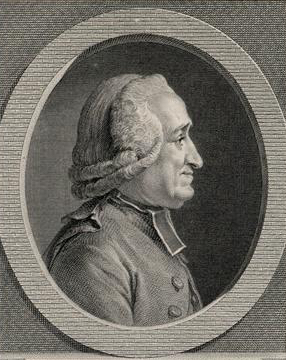
Jean-Jacques Barthélemy (1716-1795)
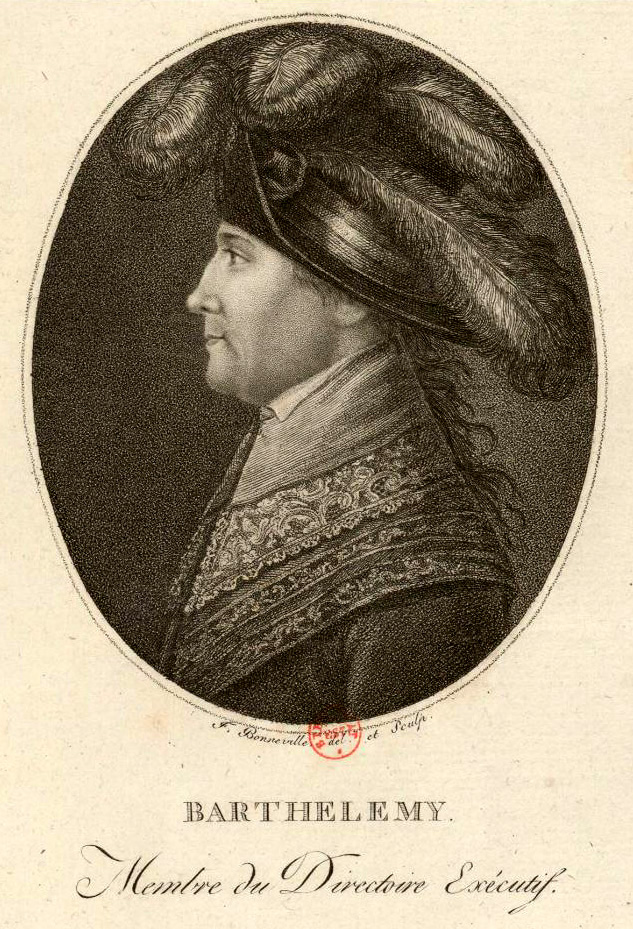
François Barthélemy

## Pour approfondir